# Valeriu Emil Galan
Valeriu Emil Galan (cunoscut și ca V. Em. Galan) (n. 15 februarie 1921, Săveni, România – d. 2 ianuarie 1995, București, România) a fost un prozator român care a scris romane inspirate de transformarea socialistă a agriculturii, proză de atmosferă, comedii și reportaje.

## Biografie
Valeriu Emil Galan s-a născut la data de 15 februarie 1921 în comuna Săveni din județul Dorohoi (azi oraș în județul Botoșani), într-o familie de intelectuali. S-a afirmat în domeniul literaturii în primii ani de după evenimentele istorice din 23 august 1944. A lucrat ca ziarist, colaborând în mod susținut la diferite cotidiane, mai ales la Scînteia, cu reportaje despre viața nouă de după preluarea puterii de către comuniști, despre oameni și fapte ale socialismului. 
A început să scrie apoi schițe preluând teme din actualitatea socială și politică (întovărășirile agricole, lupta revoluționară a comuniștilor în ilegalitate etc.), scrieri care s-au făcut remarcate prin umorul lor sănătos. În anul 1950 a scris schița Calul lui Moș Eftimie, care tratează episodul constituirii primelor gospodării agricole colective și care a cunoscut o largă răspândire la vremea respectivă. Schița Memoriile agentului Teică Pasăre (1951) este construită sub forma amintirilor unui agent electoral din perioada interbelică. Este descrisă cu umor și cu o virulență satirică farsa alegerilor din timpul regimului capitalist.
Volumul De la potop încoace (1958) grupează un număr de nuvele („La răzeși”, „A cincea roată de la căruță” etc.) care ilustrează aspecte ale instaurării regimului comunist în România, elogiind „beneficiile” acestora în comparație cu mizeria existentă în perioada orânduirii capitaliste.
Primul roman al lui Galan, Zorii robilor (2 vol., 1950), este închinat unui moment semnificativ din trecut - solidarizarea muncitorilor ceferiști din Pașcani cu țăranii răsculați pentru pământ în anul 1907. Pentru acest roman, a primit în anul 1952 Premiul de Stat al RPR.
Opera principală a lui Valeriu Emil Galan este romanul Bărăgan (apărut în două volume în 1954 și 1959), care prezintă aspecte ale luptei de clasă de la sate pentru formarea gospodăriilor agricole colective și de stat, precum și pentru eradicarea proprietății private asupra pământului și mijloacelor de producție. Romanul a avut un mare ecou în epocă, fiind introdus în manualele școlare ca lectură obligatorie și temă posibilă de examen.
În această perioadă, scriitorul a lucrat ca redactor la ziare, reporter, corespondent special, publicând numeroase reportaje din actualitatea socialistă (înființarea de gospodării agricole, depășirea planului în industrie, inovații realizate de muncitori etc.), pamflete îndreptate împotriva dușmanilor externi ai țării, articole de critică literară, evocări istorice etc.
La Conferința Uniunii Scriitorilor din România din 22-24 ianuarie 1962, a fost ales ca președinte activ poetul Mihai Beniuc, președinte de onoare poetul Tudor Arghezi și ca vicepreședinți poetul Demostene Botez și prozatorul Valeriu Emil Galan. Acesta din urmă a deținut această funcție până în anul 1966.
De asemenea, Valeriu Emil Galan este autorul scenariului filmului Comoara din Vadul Vechi (1964), regizat de către Victor Iliu. 
Valeriu Emil Galan a încetat din viață la data de 2 ianuarie 1995.

## RomanulBărăgan- opera principală a lui V.Em. Galan
Romanul Bărăgan, operă principală a scriitorului Valeriu Emil Galan, a apărut în două volume. Primul volum al romanului cuprinde un larg tablou al unui mediu social complex, studiat în adâncime, cu o problematică foarte diversă și cu conflicte deosebit de ascuțite. Personajul principal este muncitorul comunist Anton Filip, fost o vreme activist de partid și devenit apoi lucrător în aparatul de stat. În toamna anului 1948 el este numit ca director al fermei agricole „Lespezi”, situată pe malul brațului Borcea, în bălțile Dunării. Sarcina sa trasată de partid este clară: punerea pe picioare a fermei pe care o conduce. 
Anton Filip crede inițial că se va lupta doar cu fostul administrator al fermei, Răghină și cu oamenii acestuia, care lăsaseră în paragină ogoarele fermei, precum și cu chiaburii, dar pe măsură ce timpul trece apar și alte piedici realizării dezideratului comuniștilor:
- inundațiile - care determină luarea grabnică de măsuri de asanare și îndiguire a bălților Dunării
- un director de fermă muncitor, Vițcu, care monopolizează mașinile și uneltele agricole din regiune pentru a le avea mereu la îndemână, dar le lasă neîntrebuințate, în timp ce unitățile agricole vecine au nevoie de ele
- funcționari ai administrației fermelor de stat din Călărași, birocrați cufundați în rutină și încă neînțelegători ai „prefacerilor socialiste” din agricultură
- un moșier care vrea să-și scape ferma de la expropriere, declarând-o „fermă-model”

Pe lângă aceste personaje, mai întâlnim și figura activistului de partid Prund, precum și salariați cinstiți și muncitori ca mecanicul Prodan și vizitiul Mitu Cîrstei.
Dacă primul volum pune accentul pe problemele oamenilor de la ferme de stat, cel de-al doilea volum are în centru viața oamenilor din satul Lespezi. Sunt urmărite evenimentele dintr-o singură noapte, urmărite pe o multitudine de planuri și din diverse perspective. 
Două acțiuni domină cel de-al doilea volum: mutarea inventarului fermei peste Borcea, în fața unei primejdii de inundație și descoperirea unor manifeste subversive răspândite de către dușmanii orânduirii socialiste care vor să creeze diversiuni chiar în momentul când apare hotărârea partidului privind transformarea socialistă a agriculturii. Ambele acțiuni se întretaie și se împletesc, creând o atmosferă de tensiune extremă, în care evoluează oameni foarte diferiți, fiecare însă cu caracterul lui.

## Distincții
- Medalia „A cincea aniversare a Republicii Populare Române” (24 decembrie 1952) „pentru lupta și munca duse în vederea făuririi, consolidării și prosperării Republicii Populare Române”[5]
- Ordinul Muncii clasa a II-a (21 august 1954) „pentru merite deosebite pe tărîmul construcției de stat, economice, sociale și culturale, cu ocazia celei de a zecea aniversări a eliberării patriei noastre”[6]
- Ordinul „23 August” clasa a IV-a (12 august 1959) „pentru activitate rodnică în dezvoltarea științei și culturii din Republica Populară Romînă”[7]
- Medalia „40 de ani de la înființarea Partidului Comunist din Romînia” (6 mai 1961) „pentru activitate îndelungată în mișcarea muncitorească și merite în opera de construire a socialismului”[8]

## Scrieri
- Calul lui Moș Eftimie (1950)
- Zorii robilor (2 vol., 1950)
- Memoriile agentului Teică Pasăre (1951)
- Bărăgan (vol. I - ESPLA, 1954; vol. II - Ed. Tineretului, 1959)
- Mesajul lui U Iun-Tuo (Ed. Tineretului, 1955)
- Vecinii (Ed. Tineretului, 1955)
- De la potop încoace (1958)
- A cincea roată de la căruță (Ed. Tineretului, 1962)
- Prietena mea, Pix : comedie în 3 acte (4 tablouri) (Ed. pt. literatură, 1963)
- Cărțile Horoditei (Ed. Tineretului, 1965)
- Zodia înstrăinării (Contravizitele d-rului. B.A.) (Ed. pt. literatură, 1966)
- Accidentul era inevitabil (Contravizitele d-rului. B.A.) (Ed. pt. literatură, 1967)
- A treia Romă (Contravizitele d-rului. B.A.) (Ed. pt. literatură, 1968)
- Hramul sfântului Nu (Scrisori din iulie pentru dr. B.A.) (Ed. pt. literatură, 1969)
- Șahul dublu de la Armor (Ed. Eminescu, 1970)

## Filmografie

### Scenarist
- Comoara din Vadul Vechi (1964)